# ستيف إيدج
ستيف إيدج (بالإنجليزية: Steve Edge)‏ هو لاعب دوري الرغبي أسترالي، ولد في 2 أكتوبر 1951 في كوغارة ‏ في أستراليا.